# Cyklický ozon
Cyklický ozon je teoreticky předpovězený izomer ozonu (O3), u kterého trojice atomů kyslíku namísto lineárního uspořádání vytváří cyklickou molekulu.
Teoreticky byly předpovězeny některé vlastnosti cyklického ozonu. Měl by mít vyšší energii než běžný ozon.
Malá množství cyklického ozonu se pravděpodobně vytváří na krystalech oxidu hořečnatého vystavených vzduchu. Proběhl také neúspěšný pokus o získání a izolaci cyklického ozonu pomocí laserů. Také by mělo být možné jej vytvořit jako uzavřený ve fullerenech.
Stabilizovaný cyklický ozon by po přidání k běžnému kyslíku mohl být použit na zlepšení specifického impulsu raketových paliv.
Možnost existence cyklického ozonu potvrzuje několik článků.